# タカラトミーマーケティング
株式会社タカラトミーマーケティング（英: TOMY MARKETING COMPANY, LTD.）は、玩具などの卸売や物流業務等を行う日本の企業。株式会社タカラトミーの機能子会社。
タカラトミーの英語名称は「TOMY COMPANY, LTD.」と前身のタカラを含めておらず、タカラトミーマーケティングにおいても英語名称は「TOMY MARKETING COMPANY, LTD.」と旧タカラの名称を含んでいない。

## 概要
1996年8月に株式会社トミーの子会社として株式会社ユーエースを設立し、以来玩具などの卸売等を行ってきた。最近ではタカラトミーから国内営業業務の移管を受けている他、国内物流機能をタカラトミーマーケティングに一本化するなどしている。
かつてはオリジナル商品の発売や、ハズブロ製品など海外製品の輸入業務、トミカショップや、プラレールショップの運営も行っていたが、2015年4月にタカラトミー、タカラトミーアーツ、タカラトミーエンタメディア（現：タカラトミーフィールドテック）へそれぞれ移管された。

## 沿革
- 1996年8月8日 - 株式会社ユーエースとして設立。
- 2010年4月1日 - 業務が重複していた株式会社ユニオントイマーケティングを吸収合併[2]。
- 2012年10月1日 - タカラトミーから国内営業業務の移管を受けるとともに、商号を株式会社タカラトミーマーケティングに変更[3][4]。
- 2013年3月31日 - 株式会社タカラトミーロジスティクスを吸収合併し、物流業務を移管[5][6]。
- 2015年4月1日 - ソーシング事業をタカラトミーへ、ライフ事業・催事菓子事業・特注・OEM事業をタカラトミーアーツへ、ショップ事業をタカラトミーエンタメディア（現：タカラトミーフィールドテック）へそれぞれ移管。

## 取り扱っていた商品
- Mr.ポテトヘッド
- ツイスター
- ジェンガ
- モノポリー
- メカノ
- ハイキュー!!フィギュア
- nanoblockmotionチョロQ